# Триатлон на летних юношеских Олимпийских играх 2018
Соревнования по триатлону на летних юношеских Олимпийских играх 2018 года прошли с 7 по 11 октября в парке Трес-де-Фебреро в Буэнос-Айресе, столице Аргентины. Были разыграны 3 комплекта наград: у юношей и девушек в личном первенстве, а также в турнире среди смешанных команд. В соревнованиях, согласно правилам, смогли принять участие спортсмены, рождённые с 1 января 2001 года по 31 декабря 2002 года.

## История
Триатлон является постоянным видом программы, который дебютировал на I летних юношеских Олимпийских играх в Сингапуре. 
На предыдущих юношеских Олимпиадах играх в 2010 и 2014 годах в триатлоне также разыгрывалось по три комплекта наград.

## Квалификация
Каждый Национальный олимпийский комитет (НОК) может заявить участников не более чем в 2 соревнованиях, по одному у юношей и девушек. На правах страны-хозяйки юношеской Олимпиады Аргентине предоставили максимальную квоту. Ещё 4 квоты, по 2 у юношей и девушек, были распределены решением трехсторонней комиссии. Остальные обладатели 58 лицензий определялись при помощи квалификационных соревнований (пяти континентальных квалификационных турниров).
Общее число спортсменов, которые выступят на соревнованиях, было определено Международным олимпийским комитетом и составило 64 человек (по 32 у юношей и девушек) из 42 стран мира.

## Календарь
| ЦО | Церемония открытия | ● | Квалификации | 2 | Финалы соревнований | ЦЗ | Церемония закрытия |

| Октябрь  | 06 Сб | 07 Вс | 08 Пн | 09 Вт | 10 Ср | 11 Чт | 12 Пт | 13 Сб | 14 Вс | 15 Пн | 16 Вт | 17 Ср | 18 Чт | Соревнования |
| -------- | ----- | ----- | ----- | ----- | ----- | ----- | ----- | ----- | ----- | ----- | ----- | ----- | ----- | ------------ |
| Триатлон | ●     | 1     | 1     |       |       | 1     |       |       |       |       |       |       | ●     | 3            |

## Медалисты
| Дисциплина               | Золото                                                                                            | Золото  | Серебро | Серебро | Бронза                                                                                    | Бронза |
| ------------------------ | ------------------------------------------------------------------------------------------------- | ------- | --- | ------- | ----------------------------------------------------------------------------------------- | ------ |
| Юноши Отчёт              | Дилан Маккулог Новая Зеландия                                                                     | 53:27   | Александре Монтез Португалия                                                                                | + 0:12  | Алессио Кроциани Италия                                                                   | +0:18  |
| Девушки Отчёт            | Эмбер Шлебуш ЮАР                                                                                  | 58:45   | Сиф Бендикс Мадсен Дания                                                                                    | + 0:11  | Аня Вебер Швейцария                                                                       | +0:51  |
| Смешанная эстафета Отчёт | Сиф Бендикс Мадсен Дания Алессио Кроциани Италия Аня Вебер Швейцария Александре Монтез Португалия | 1:26.12 | Шарлотта Дербюшир Австралия Дилан Маккулог Новая Зеландия Бри Родерик Австралия Йошуа Феррис Новая Зеландия | +0:20   | Мари Хорн Германия Хенри Граф Германия Эмилия Нойер Франция Игорь Белидо Михайлов Испания | +2:47  |

## Медали

### Общий зачёт
| Место | Страна            |   |   |   | Всего |
| ----- | ----------------- | - | - | - | ----- |
| 1     | ЮАР               | 1 | 0 | 0 | 1     |
| 1     | Новая Зеландия    | 1 | 0 | 0 | 1     |
| 3     | Дания             | 0 | 1 | 0 | 1     |
| 3     | Португалия        | 0 | 1 | 0 | 1     |
| 5     | Швейцария         | 0 | 0 | 1 | 1     |
| 5     | Италия            | 0 | 0 | 1 | 1     |
| -     | Смешанные команды | 1 | 1 | 1 | 1     |
| Всего | Всего             | 3 | 3 | 3 | 9     |